# اندیس نجفت (سرب)
نجفت (سرب) یک اندیس فلزی است که در حوالی شهر نطنز استان اصفهان قرار دارد و مادهٔ معدنی موجود در آن، سرب است.  در این اندیس، پاراژنز‌های گالن، اسفالریت یافت می‌شوند.